# Conorbidae
Famille
Les Conorbidae sont une famille de mollusques gastéropodes marins de l'ordre des Neogastropoda.

## Systématique
La famille des Conorbidae a été créée en 1880 par le malacologiste italien Antonio de Gregorio (d) (1855-1930).

## Liste des genres
Selon World Register of Marine Species (13 juillet 2021) :
- genre Artemidiconus da Motta, 1991 -- 1 espèce
- genre Benthofascis Iredale, 1936 -- 6 espèces
- genre † Conorbis Swainson, 1840